# Konin Żagański
Konin Żagański (Duits: Kunau) is een dorp in de Poolse woiwodschap Lubusz. De plaats maakt deel uit van de gemeente Iłowa en telt 760 inwoners.